# Om Trykkefriheden og dens Love
Om Trykkefriheden og dens Love er en bog, der udkom i marts 1797.Den er
skrevet af Michael Gottlieb Birckner

## Baggrunden
Om Trykkefriheden og dens Love er en del af den debat, der foregik op til Trykkefrihedsforordningen af 1799 mellem tilhængere af fri presse og tilhængerne af indskrænket pressefrihed.
Birckner argumenterede i marts 1791 i en artikel i tidsskriftet Minerva med titlen Bør trykkefriheden være uindskrænket? for den fri presse. Men i indledningen til Om Trykkefriheden og dens Love skriver han at "denne Afhandling nu ikke mere havde mit fuldkomne Bifald. Meget fandt jeg i den, som efter min nærværende Overbeviisning var ubestemt, urigtigt, ufuldstændigt, eller reent forbigaaet", og han besluttede derfor at skrive en ny afhandling, som mere detaljeret gennemgik spørgsmålet. Omtrent samtidig fik spørgsmålet fornyet interesse, idet regeringen overvejede en ny trykkefrihedslov. En overvejelse der udmøntedes i nedsættelsen af en kommission i oktober 1797, der skulle granske hvilke ændringer en sådan lov skulle indeholde.
Hans politiske ideer var inspirerede af oplysningsfilosofferne Immanuel Kant og Jean-Jacques Rousseau.

## Bogens argumenter
I bogen gennemgår Birckner først de gældende love om trykkefrihedsspørgsmålet, nemlig Johann Friedrich Struensees trykkefrihedsreskripter fra henholdsvis 1770 og 1771, Guldbergperiodens reskript af 20. oktober 1773 og det under Andreas Peter Bernstorff og kronprins Frederik vedtagne reskript af 4. december 1790 konciperet af Christian Colbjørnsen.
Birckner kommer til det resultat, at de med hensyn til deres form (dvs deres formuleringer) er "ubestemte og modsigende"; de er ubestemte, fordi grænselinjen mellem brug og misbrug ikke er blevet draget; de er modsigende, fordi regeringen i nogle forordninger indbyder borgerne til at benytte sig af trykkefriheden, og i andre gør sådanne indskrænkninger, at der, retlig talt, ingen trykkefrihed er. Birckner argumenterer derfor for en ny trykkefrihedslov. Hvad dennes form angår, må den være klar og bestemt, så at forfatterne ikke skal være afhængige af domstolenes vilkårlige fortolkninger; hvad dens indhold angår, tager han følgende 6 hovedpunkter under overvejelse:
Må det være tilladt at skrive
1. imod (det er: dadle) den indførte konstitution?
2. imod den højeste lovgivende, dømmende og fuldbyrdende magts (dvs kongemagten) handlinger?
3. imod den herskende religion?
4. imod enkelt underordnet øvrighedsperson eller embedsmand?
5. imod allerede fældede domme?
6. imod private folk i deres private sysler?

Birckner besvarer de to første spørgsmål med ja, dog med det forbehold, at ingen må opfordre til omstyrtning af den bestående forfatning, eller til med magt at modsætte sig den lovgivende, dømmende og fuldbyrdende magts handlinger. Med hensyn til det tredje punkt kræver forfatteren, at staten slet ikke må blande sig i religionsstridigheder. Også det 4. og 5. spørgsmål besvares med ja, men det 6. med nej.
Birckner berører endnu et vigtigt spørgsmål i debatten: skal det være tilladt at skrive anonymt? Det er ædlest og modigst, siger Birckner, at kæmpe med opslaget visir; men der kan være mange omstændigheder, som gør det undskyldeligt og forsvarligt at skrive anonymt. Det kan endogså i visse tilfælde være det eneste rigtige; hvis f.eks. en offentlig religionslærer ønsker at få et eller andet punkt i "systemet" under diskussion, så kunne det let bringe ham i en skæv stilling til hans menighed, der måske ikke var oplyst nok til at forstå det berettigede i en sådan drøftelse.
Det endelige resultat af disse undersøgelser bliver da: "At det uden indskrænkning må være tilladt at skrive om alt: om konstitutionen, den lovgivende, dømmende og udøvende magts handlinger, om religionen, om offentlige embedsmænds og private folks offentlige handlinger, i hvad form og på hvad måde man vil, så længe man afholder sig fra direkte at opfordre sine medborgere til med fysisk magt at kuldkaste eller forandre konstitutionen, at modsætte sig regeringens og de offentlige autoriteters handlinger, og så længe man ikke blander sig i nogen privat mands private handlinger eller huslige liv."
På spørgsmålet Vil en så udstrakt trykkefrihed ikke blive farlig for regeringen? Vil der ikke fremkomme en mængde grundløse beskyldninger mod statsstyrelsen, som efterhånden vil undergrave dens myndighed? svarer Birckner "Nej". Regeringen kan jo forsvare sig på samme måde, som den angribes: offentlig og med grunde. Skulle det virkelig være under regeringens værdighed, spørger Birckner? På ingen måde. Og desuden, ministre osv. behøvede jo ikke at svare personlig. Ethvert af kollegierne kunne have sagkyndige mænd, der på en populær og moderat måde meddelte de grunde, som lå bag ved regeringens handlinger. Den kunne udgive et "magasin", hvori enhver, der ville skrive mod statsstyrelsen, uden betaling kunne få sine artikler optagne, og hvor regeringens modindlæg kunne meddeles.
Birckner slutter: Nu har jeg talt; min samvittighed frikender mig for dårlige bevæggrunde, men kan jeg også være sikker på de borgerlige domstoles frikendelse? Det er umuligt at sige noget om med sikkerhed, så længe man ikke véd, hvor trykkefrihedens grænser går. Vil dette skrift skade mig med hensyn til min befordring? Det er muligt, at min straf ville blive den: "at henslide, ja måske ende mine dage i et embede, hvis højst mådelige indkomster kun kummerligen kan ernære mig og min familie. Dog også på dette offer, ifald det skulde fordres, har jeg belavet mig. Sandheden og fædrelandet have ret til at fordre endnu langt større offere.".

## Modtagelse
Bogen blev meget efterspurgt, og allerede tre måneder efter udgivelsen udkom 2. oplag, og inden årets udgang udkom 3. oplag. Desuden blev den af Birckner selv oversat til tysk og udgivet i Christoph Johann Rudolph Christianis tidsskrift Beiträge zur Verdlung die Menschheit, 2. bind, 1. stykke, 1797, og som selvstændig bog samme år med titlen Ueber die Preszfreiheit und ihre Gesetze, von dem Verfasser selbst aus dem Dänishcen übersetzt, durchgesehen und herausgegeben von C.J.R. Christiani, Kopenhagen und Leipzig.
Der var modstridende meninger om dens konklusioner. Juristen Johan Frederik Vilhelm Schlegel kritiserede den for dens radikale tilslutning til fri presse, og Birckner skrev i 1798 Videre Undersøgelser om Trykkefriheden og dens Love  som svar på Schlegels polemik.
Embedsmanden Peter Collet priste den derimod i en anmeldelse i tidsskriftet Lærde efterretninger. Han lagde særlig vægt på embedsmænds ret til at kritisere regeringens handlinger, foruden at han endda gik videre end Birckner og støttede retten til at opfordre til opstand (men ikke oprør) på skrift og desuden anførte at tro på Gud og udødelighed ikke er væsentlige betingelser for menneskets moralitet samt at den dydige ateist i sin person realiserede det højeste ideal af menneskelig fuldkommenhed og kraft. Disse ytringer vakte regeringens mishag og Collett blev afskediget i unåde.
Også Knud Lyne Rahbek priste Birckners bog i en 44 siders lang anmeldelse i Minerva for juni måned 1797, der nærmest er en lille afhandling i sig selv til forsvar for trykkefriheden.
Trods den overvejende positive tilslutning i litterære kredse blev hans konklusioner ikke anvendt i udarbejdelsen af den nye trykkefrihedslov. Forordningen af 27. september 1799 var snarere det modsatte af, hvad Bircker havde slået til lyd for. Den indskrænkede pressefriheden samtidig med, at dens formulering mange steder var dobbelttydig og uklar. Birckner oplevede ikke selv denne indskrænkning af de friheder, han havde været så ivrig en fortaler for; han døde 1. december 1798.

## Eftertidens bedømmelser
Anders Sandøe Ørsted udgav i 1801 bogen Forsøg til en rigtig Fortolkning og Bedømmelse over Forordningen om Trykkefrihedens Grændser, dateret den 27de September 1799, hvori han gennemgår den nyligt indførte trykkefrihedsforordning. Han nævner her at Birckner i sin bog har begået den fejl at hævde at Struensees trykkefrihedsreskript ophævede alle tidligere straffelove om trykkefrihed, men ifølge Christian 5.s Danske Lov var der stadig, trods censurens ophævelse, flere paragraffer som kunne bringes i anvendelse overfor forfattere. Ørsted beundrede Birckner og kaldte ham denne "skarpseende" og det var ham det stod bag udgivelsen af 4. bind af Birckners Samlede Værker i 1800. Han delte ikke Birckners næsten ubetingede forkærlighed for den frie presse. Retshistorikeren Harald Jørgensen har rettet Ørsted i sin afhandling Trykkefrihedsspørgsmaalet i Danmark 1799-1848 (Ejnar Munksgaards Forlag, 1944) og dermed givet Birckner oprejsning. Han giver Ørsted ret i at de jure var de gamle paragraffer stadig i brug, men de blev aldrig anvendt og der var de facto ubegrænset pressefrihed efter Struensees reskript af 1770, hvilket også var Struensees hensigt.
Historiker Edvard Holms bog Den offentlige mening og statsmagten fra 1888 er stadig et af hovedværkerne om den politiske debat i slutningen af 1700-tallet Danmark. Holm skriver her om Birckner, at "iblandt den Sværm af Forfattere, der i disse Aar snart vidtløftigere, snart i korte Træk eller i enkelte Antydninger kom ind paa Trykkefrihedssagen, rager Birckner højt i Vejret." Kritikeren Schlegels modskrift stod "i formel Henseende og, hvad omfattende Opfattelse og skarp Tænkningsevne angaar, ikke i Højde med Birckners" . Om Trykkefriheden og dens Love har "en ikke ringe Interesse som et Forsøg paa ad Pressens Vej at opnaa et Vederlag for det politiske Liv, som friere Forfatningsformer ellers kunde skabe".
Cand. jur. Peter Germer påviser i sin disputats Ytringsfrihedens Væsen (1973), at Birckner i sin bog foregreb den amerikanske ytringsfrihedsteori, mest nærliggende Alexander Meiklejohns tanker i hans værk Free Speech and Its Relation to Self-Government (1948). Germer opfordrede de danske jurister til at følge bl.a. Birckners fortolkning af ytringsfriheden frem for den senere mere restriktive danske juridiske tradition som Ørsted, Carl Goos og Vinding Kruse stod for.
Birckners Om Trykkefriheden og dens Love er på Demokratikanonen under afsnittet Trykkefrihed og samfundsdebat.